# 簡志忠
簡志忠（1955年—），生於台灣彰化縣田中鎮，著名出版家，為圓神出版社創辦者，現任小英教育基金會董事長、中華民國快樂學習協會『孩子的祕密基地』常務理事。

## 生平
- 1985年簡志忠成立的圓神出版事業機構，至今旗下擁有圓神出版社、方智出版社、先覺出版社、究竟出版社、如何出版社、寂寞出版社等六家出版公司，及圖書發行公司「叩應股份有限公司」。

簡志忠兩度當選金石堂書店年度「出版風雲人物」。
方智出版社創下全國第一本銷售100萬冊的《秘密》，至今仍維持此唯一紀錄。
- 2013年，簡志忠改變圓神週休政策，圓神成為台灣第一間週休三日的企業[2]。